# Anandamide
Anandamide (còn được gọi là N -arachidonoylethanolamine hoặc AEA), là một chất dẫn truyền thần kinh axit béo có nguồn gốc từ quá trình chuyển hóa không oxy hóa của axit eicosatetraenoic (axit arachidonic), một loại axit béo đa chức chưa bão hòa ω-6 thiết yếu. Tên của nó được lấy từ tiếng Phạn ananda, có nghĩa là "niềm vui, hạnh phúc", và amide. Nó được tổng hợp từ N -arachidonoyl phosphatidylethanolamine bằng nhiều con đường. Chất này bị hạ chức chủ yếu bởi enzyme axit béo amide hydrolase (FAAH), chất chuyển đổi anandamide thành ethanolamine và axit arachidonic. Do đó, các chất ức chế FAAH dẫn đến nồng độ anandamide tăng cao và đang được nghiên cứu để sử dụng trong điều trị.

## Chức năng sinh lý
Anandamide được Raphael Mechoulam và các thành viên phòng thí nghiệm của ông WA Devane và Lumír Hanuš mô tả lần đầu tiên (và được đặt tên) vào năm 1992 
Tác dụng của Anandamide có thể xảy ra ở cả hệ thần kinh trung ương hoặc ngoại biên. Những tác dụng riêng biệt này được trung gian chủ yếu bởi các thụ thể CB 1 cannabinoid trong hệ thống thần kinh trung ương và các thụ thể CB 2 cannabinoid ở ngoại biên. Loại thứ hai chủ yếu liên quan đến các chức năng của hệ thống miễn dịch. Các thụ thể Cannabinoid ban đầu được phát hiện là nhạy cảm với Δ 9 - tetrahydrocannabinol (Δ 9 -THC, thường được gọi là THC), là cannabinoid chủ yếu được tìm thấy trong cần sa. Việc phát hiện ra anandamide xuất phát từ nghiên cứu về CB 1 và CB 2, vì không thể tránh khỏi việc một hóa chất tự nhiên (nội sinh) sẽ được tìm thấy ảnh hưởng đến các thụ thể này.
Anandamide đã được chứng minh là làm suy giảm trí nhớ làm việc ở chuột. Các nghiên cứu đang được tiến hành để khám phá vai trò của anandamide trong hành vi của con người, chẳng hạn như thói quen ăn, ngủ, và giảm đau.